# Кнобель, Христиан Людвиг
Христиан Кнобель (нем. Christian Ludwig Eberhard Knobel; июнь 1719, графство Штольберг — 27 ноября 1793) — архитектор, работавший в Санкт-Петербурге под руководством Растрелли. Отец генерал-майора В. Х. Кнобеля.
При Елизавете Петровне архитектор немецкого происхождения заведовал обывательской застройкой Петербурга и утверждал проекты частных домов. Среди помощников Кнобеля в строительной экспедиции главной полицмейстерской канцелярии числился архитектор Готлиб-Христиан Паульсен.
В качестве помощника Растрелли с 1749 года курировал строительство Смольного собора. Согласно одной из гипотез, в 1760-е гг. по самостоятельному проекту Кнобеля был возведён в Петербурге Владимирский собор. В 1760—1767 годах в Посадской слободе выстроил деревянную двухпрестольную Николо-Труниловскую церковь, которая не сохранилась.

Макеты Смольного монастыря, созданные под руководством Кнобеля
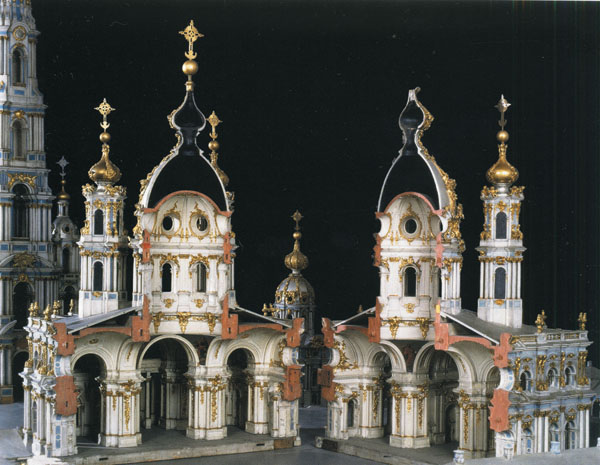
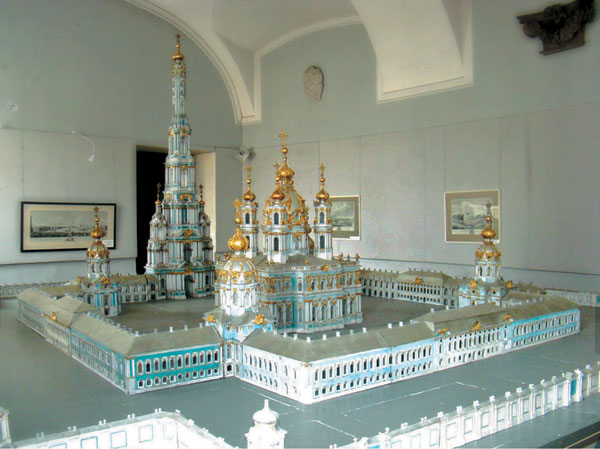